# Allenanthus
Allenanthus es un género con dos especies de plantas con flores perteneciente a la familia Rubiaceae.
Es considerado un sinónimo de Machaonia.

## Especies seleccionadas
- Allenanthus erythrocarpus
- Allenanthus hondurensis